# Jean Babilée
Jean Babilée, pseudonimo di Jean-René-Albert-William Gutmann (Parigi, 3 febbraio 1923 – Parigi, 30 gennaio 2014), è stato un ballerino, coreografo e attore francese.

## Biografia
Jean Babilée nacque a Parigi nel 1923 e studiò alla scuola del balletto dell'Opéra di Parigi tra il 1936 e il 1940. Lo scoppio della seconda guerra mondiale ostacolò i primi anni della sua carriera: il padre di Babilée era ebreo e il ballerino fuggì da Parigi nel 1940 mentre la Wehrmacht avanzava verso la capitale. Due anni più tardi tornò a danzare al balletto dell'Opéra di Parigi, ma dovette nuovamente nascondersi dopo essere sfuggito al rastrellamento del Velodromo d'Inverno. Trascorse il resto della guerra nella resistenza francese, combattendo coi Maquis a Touraine.
Dopo la guerra, Babilée tornò a danzare a Parigi con Les Ballet des Champs Elysées, di cui fu primo ballerino dal 1945 al 1950. All'interno della compagnia divenne il primo interprete di balletti originali come Jeu de cartes, Le Jeune Homme et la Mort di Jean Cocteau, L'Amour et son amour e Till Eulenspiegel. Babilée era particolarmente apprezzato per le sue grandi doti fisiche e tecniche, tanto che i suoi jeté venivano considerati i migliori dai tempi di Nižinskij. Nel 1953 fu nominato Danseur Étoile del balletto dell'Opéra di Parigi, ma abbandonò la compagnia nove mesi dopo per fondarne una propria.
Negli anni cinquanta danzò con il balletto dell'Opéra di Parigi, l'American Ballet Theatre e il corpo di ballo del Teatro alla Scala, in ruoli quali lo spettro ne Le Spectre de la rose, Albrecht in Giselle e un allestimento di Mario e il mago diretto da Luchino Visconti e coreografato Léonide Massine alla Scala; successivamente ha fondato la sua compagnia, Les Ballets Jean Babilée. Nel 1972 e nel 1973 fu direttore artistico del balletto dell'Opéra national du Rhin di Strasburgo. Continuò a danzare fino oltre ai sessant'anni di età, dando l'addio alle scene nel 1984 con Le Jeune Homme et la Mort con il balletto di Marsiglia. All'attività di ballerino e coreografo affiancò anche quella di attore teatrale, televisivo e cinematografico.
Nel 1994, a Parigi, con la coreografa Editta Braun ha messo in scena lo spettacolo di teatro-danza La vie, c'est contagieux.

## Filmografia (parziale)

### Cinema
- Piena luce sull'assassino (Pleins feux sur l'assassin), regia di Georges Franju (1961)
- Confetti al pepe (Dragées au poivre), regia di Jacques Baratier (1963)
- Duelle, regia di Jacques Rivette (1976)

## Teatro (parziale)

### Regista
- Charlie di Donald Driver. Théâtre des Nouveautés di Parigi (1969)

### Attore
- La discesa di Orfeo di Tennessee Williams, regia di Raymond Rouleau. Théâtre de l'Athénée Louis-Jouvet di Parigi (1959)
- Il balcone di Jean Genet, regia di Peter Brook. Théâtre du Gymnase Marie-Bell di Parigi (1960)
- Charlie di Donald Driver, regia di Jean Babilée. Théâtre des Nouveautés di Parigi (1969)
- La Tour de Babel, détails da Patricia Buzzi, regia di Georges Aperghis. Chapelle des Pénitents blancs di Avignone (1986)
- Simple suicide di Jean-Gabriel Nordmann, regia di Marie Tikova. Ménagerie de Verre di Parigi (1998)
- Il n'y a plus de firmament, testo e regia di Josef Nadj. Théâtre de la Ville di Parigi (2003)